# ريتشارد جاي سوليفان
ريتشارد جاي سوليفان (بالإنجليزية: Richard J. Sullivan)‏ هو محامي وقاضي أمريكي، ولد في 10 أبريل 1964 في مانهاست في الولايات المتحدة.